# آب‌بند سدا
آب بند سدا مربوط به دوران‌های تاریخی پس از اسلام است و در شهرستان لامرد، بخش علامرودشت، روستای خشتی واقع شده و این اثر در تاریخ ۱۰ دی ۱۳۸۱ با شمارهٔ ثبت ۶۷۹۲ به‌عنوان یکی از آثار ملی ایران به ثبت رسیده است.